# میلروفو
شهر میلروفو (به روسی: Миллерово) در کشور روسیه و در اوبلاست روستوف واقع شده‌است.